# Ernst Weber (général)
Pour les articles homonymes, voir Ernst Weber et Weber.
Ernst Weber (né le 25 mars 1895 à Emmendingen et mort le 27 octobre 1969 à Munich) est un officier allemand, plus récemment Generalmajor de la Luftwaffe pendant la Seconde Guerre mondiale . 

## Biographie
Weber rejoint le 113e régiment d'infanterie de l'armée prussienne à Fribourg-en-Brisgau le 3 septembre 1914 pendant la Première Guerre mondiale en tant que Fahnenjunker. Après sa formation, il est muté au régiment sur le front occidental, où Weber participe à la guerre des tranchées en Flandre et en Artois ainsi qu'aux batailles de La Bassée et d'Arras Promu Leutnant le 1er octobre 1915, il a combattu en tant que commandant de peloton et de compagnie lors de la bataille d'automne en Champagne et participe ensuite au combat de position dans cette région. Au cours de l'année 1916, Weber suit une formation d'observateur aérien, qu'il achève en 1917. Jusqu'à la fin de la guerre, il est alors affecté à la 6e division de reconnaissance de l'armée de l'air. Pour ses réalisations pendant la guerre, il reçoit les deux classes de la croix de fer, la croix de chevalier de 2e classe de l'Ordre du Lion de Zaeringen avec épées et la médaille du mérite de Bade en argent. 
Après l'armistice et la démobilisation, Weber retourne dans son régiment principal. Après la démobilisation de ce régiment, il rejoint le 5e bataillon de volontaires de Bade. Avec la prise de contrôle de ce corps franc dans la Reichswehr provisoire, Weber rejoint en juin 1919 la 1re division du 20e régiment d'artillerie de la Reichswehr. Du 1er octobre 1920 au 31 décembre 1922, il sert comme officier de renseignement dans l'état-major du 3 bataillon du 3e régiment d'infanterie puis plus tard dans l'état-major du 1er bataillon du 2e régiment d'infanterie. À partir du 1er janvier 1923, Weber sert comme officier de compagnie et chef de peloton dans le 14e régiment d'infanterie de Bade. Il travaille ensuite comme officier du renseignement. Il devient Oberleutnant le 1er avril 1925 et Hauptmann le 1er octobre 1931. À ce titre, Weber est commandant de compagnie jusqu'à la fin décembre 1933. 
Le 1er janvier 1934 Weber rejoint la Luftwaffe, en tant que capitaine, et est officier jusqu'en 1934 au ministère de l'aviation du Reich (RLM). Au cours de cette année, il est affecté à l'école de pilote de chasse de Lechfeld, où il enseigne comme instructeur d'armes et de bombes et comme commandant de compagnie. Le 1er avril 1935, il est nommé capitaine d'escadron et commandant de groupe à Kampfgeschwader 155 et promu major en juin 1935. À partir du 1er mars 1937, Weber est à la tête du groupe "Formation" au commandement des écoles de pilotage et des départements suppléants V, plus tard avec le 7e commandement de l'entraînement aérien. 
Il occupe ce poste au grade de Oberstleutnant, et à partir du 1er juin 1940 en tant que Oberst au début de la Seconde Guerre mondiale jusqu'au 29 juillet 1940. Weber est alors nommé commandant du 21e régiment d'aviation, qu'il commande jusqu'en septembre 1942. Par la suite, il est le commandant  du 6. Luftwaffen-Feld-Division. Le 17 novembre 1942, il prend le commandement du 53e régiment d'aviation, qu'il dirige jusqu'à la fin novembre 1943. Weber est ensuite retourné au ministère de l'Aviation du Reich à Berlin et travaille jusqu'en 1944 d'abord en tant que régisseur d'avions et plus tard en tant que général par exemple avec le quartier général de l'armée de l'air dans le RLM. En tant que général de division, Weber est devenu commandant du Luftgautruppen 3 en 1944. À la fin de la guerre, il est fait prisonnier par les Britanniques, dont il est libéré le 5 mars 1948. 